# Světový pohár v orientačním běhu 1994
Světový pohár v orientačním běhu 1994 (Orienteering World Cup 1994) byl 5. ročníkem této soutěže. Skládal se z 7 individuálních závodů, které se konaly v Novém Zélandu, Austrálii, Norsku, Dánsku, Německu a Česku.  
V mužské kategorii zvítězil Petter Thoresen z Norska, který získal 183 bodů.  
V ženské kategorii dominovala Marlena Jansson ze Švédska, která získala 193 bodů.
---

## Individuální závody Světového poháru 1994
| č. | Datum          | Trať   | Místo                   | Vítěz muži       | Vítěz ženy      |
| -- | -------------- | ------ | ----------------------- | ---------------- | --------------- |
| 1  | 3. dubna 1994  | Long   | Auckland, Nový Zéland   | Alistair Landels | Gunilla Svärd   |
| 2  | 6. dubna 1994  | Middle | Ballarat, Austrálie     | Janne Salmi      | Hanne Staff     |
| 3  | 10. srpna 1994 | Long   | Bymarka, Norsko         |                  |                 |
| 4  | 13. srpna 1994 | Long   | Christiansminde, Dánsko | Rudolf Ropek     | Marlena Jansson |
| 5  | 25. září 1994  | Long   | Quedlinburg, Německo    |                  |                 |
| 6  | 1. října 1994  | Long   | Jičín, Česko            |                  |                 |

---

## Celkové pořadí

### Muži
| Pořadí | Závodník        | Země   | Body |
| ------ | --------------- | ------ | ---- |
| 1.     | Petter Thoresen | Norsko | 183  |
| 2.     | Janne Salmi     | Finsko | 176  |
| 3.     | Mika Kuisma     | Finsko | 171  |

### Ženy
| Pořadí | Závodnice       | Země           | Body |
| ------ | --------------- | -------------- | ---- |
| 1.     | Marlena Jansson | Švédsko        | 193  |
| 2.     | Yvette Hague    | Velká Británie | 179  |
| 3.     | Hanne Staff     | Norsko         | 173  |

---